# Tamrat Gebrewahd
Tamrat Meresa Gebrewahd, né le 26 juillet 1997, est un coureur cycliste éthiopien.

## Biographie
Au cours de l'année 2016, Tamrat Gebrewahd remporte une étape du Tour de l'Éthiopie Zeles Zenawi.

## Palmarès
- 2016
  - 4e étape du Tour de l'Éthiopie Zeles Zenawi

## Classements mondiaux
| Année           | 2016 | 2017 | 2018 | 2019 |
| --------------- | ---- | ---- | ---- | ---- |
| UCI Africa Tour | 161e | 194e | 187e | 146e |